# Cantó de Bidaishe
El cantó de Bidache és una divisió administrativa francesa, situada al departament dels Pirineus Atlàntics i la regió Nova Aquitània. El seu conseller general és Jean-Jacques Lasserre, de l'UDF, que a més és el president del Consell general dels Pirineus Atlàntics.

## Composició
El cantó de Bidache agrupa 7 comunes:
- Erango
- Bardoze
- Burgue-Erreiti
- Bidaxune
- Akamarre
- Gixune
- Samatze

## Consellers generals
| Data d'elecció                             | Identitat             | Partit | Qualitat                                |
| ------------------------------------------ | --------------------- | ------ | --------------------------------------- |
| 1958                                       | Léon Salagoïty        |        |                                         |
| 1964                                       | Vincent Pochelu       |        |                                         |
| 1970                                       | Léon Salagoïty        |        |                                         |
| 1973                                       | Vincent Pochelu       |        |                                         |
| 1976                                       | Maurice Baraton       |        |                                         |
| 1982                                       | Jean-Jacques Lasserre | UDF    |                                         |
| 1988                                       | Jean-Jacques Lasserre | UDF    |                                         |
| 1994                                       | Jean-Jacques Lasserre | UDF    | alcalde de Bidaxunee conseller regional |
| 2001                                       | Jean-Jacques Lasserre | UDF    | President del consell general           |
| No es coneixen les dades anteriors a 1958. |                       |        |                                         |